# كيرنز تيبانز
كيرنز تيبانز (بالإنجليزية: Cairns Taipans)‏ هو فريق كرة سلة أسترالي تأسس في سنة 1999 يقع في كيرنز، كوينزلاند. يلعب في الدوري الأسترالي لكرة السلة.

## أبرز اللاعبين
- ناثان جاوي

## وصلات خارجية
- الموقع الرسمي